# مورینو آئوس ویدال
مورینو آئوس ویدال (به پرتغالی: Moreno Aoas Vidal) مدافع اهل برزیل است که در شهر سائوپائولو و در تاریخ ۲۳ فوریهٔ ۱۹۸۳ به دنیا آمده‌است.
مورینو آئوس ویدال در تیم‌های فوتبال کورینتیانس سابقهٔ حضور دارد.